# ノア・リンガー
ノア・リンガー（Noah Ringer、1997年11月18日 - ）は、アメリカ合衆国の俳優。

## 来歴
1997年テキサス州・ダラス生まれ。
M・ナイト・シャマラン監督作の『エアベンダー』の主役に抜擢される。

## 出演作品

### 映画
- エアベンダー The Last Airbender （2010年） - アン役
- カウボーイ & エイリアン Cowboys & Aliens （2011年） - エメット役